# Endospermium

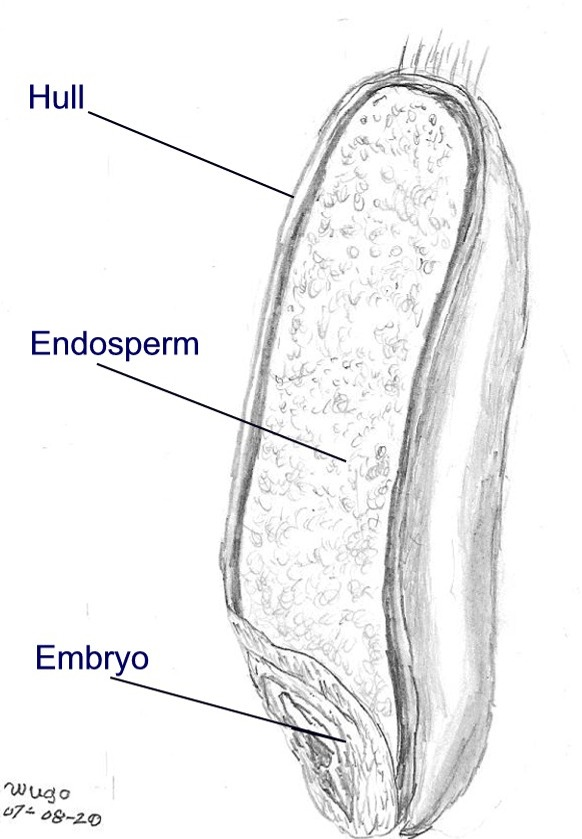
Endospermium

Az endospermium (magfehérje vagy belső táplálószövet) a virágos növények magjában található, a csírát tápláló szövet. Főleg keményítőt, olajokat és fehérjéket tartalmaz. Az ember számára is fontos táplálékforrás, például a búza endospermiumából készül a liszt, majd a kenyér, az árpa endospermiuma pedig a sör egyik fő alapanyaga. Endospermium a banán és a pattogatott kukorica alapanyaga is. Bizonyos növényekben, például a kókuszdióban vagy a csemegekukoricában az endospermium részben folyékony. Másokban, például a kávéban vagy az orchideákban egyáltalán nem alakul ki endospermium.